# Zebre Rugby 2013-2014

## Pro12 2013-14

### Stagione regolare
| Incontro                 | Andata | Ritorno |
| ------------------------ | ------ | ------- |
| Connacht — Zebre         | 25-16  | 27-15   |
| Zebre — Munster          | 21-43  | 8-36    |
| Cardiff Rugby — Zebre    | 25-30  | 10-15   |
| Zebre — Glasgow Warriors | 17-24  | 0-54    |
| Newport G.D. — Zebre     | 30-7   | 25-25   |
| Zebre — Scarlets         | 16-16  | 20-27   |
| Edimburgo — Zebre        | 25-23  | 13-26   |
| Ospreys — Zebre          | 30-20  | 27-30   |
| Zebre — Ulster           | 11-19  | 6-13    |
| Benetton — Zebre         | 20-15  | 12-14   |
| Zebre — Leinster         | 8-31   | 0-27    |

#### Risultati della stagione regolare
| Posizione | G  | V | N | P  | PF  | PS  | DP   | B | Pt |
| --------- | -- | - | - | -- | --- | --- | ---- | - | -- |
| 12ª       | 22 | 5 | 2 | 15 | 347 | 559 | -212 | 5 | 29 |

## Heineken Cup 2013-14

### Girone 3
| Incontro         | Andata | Ritorno |
| ---------------- | ------ | ------- |
| Tolosa — Zebre   | 38-5   | 16-6    |
| Zebre — Connacht | 6-33   | 3-20    |
| Zebre — Saracens | 10-39  | 3-64    |

#### Risultati della fase a gironi
| Posizione | G | V | N | P | PF | PS  | DP   | B | Pt |
| --------- | - | - | - | - | -- | --- | ---- | - | -- |
| 4ª        | 6 | 0 | 0 | 6 | 33 | 210 | -177 | 0 | 0  |